# Wyspy Trzech Króli

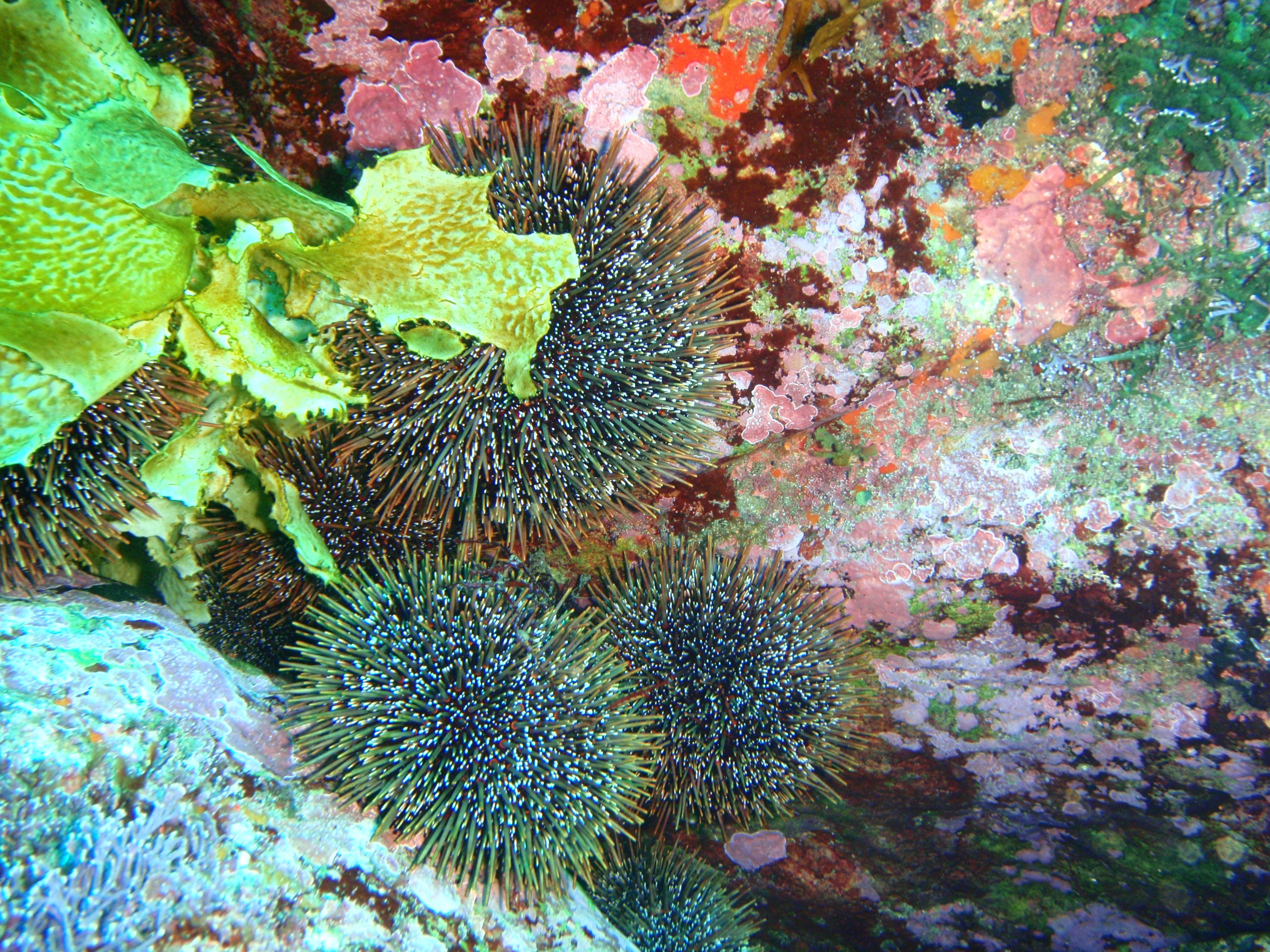
Jeżowiec Evechinus chloroticus endemiczny dla wód Nowej Zelandii sfotografowany na obszarze Wysp Trzech Króli

Wyspy Trzech Króli (także Manawa Islands; ang. Three Kings Islands) – grupa 13 niezamieszkanych wysp należących do Nowej Zelandii, leżąca około 55 km na północny zachód od przylądka Reinga (półwysep Aupouri, Wyspa Północna, Nowa Zelandia). Ich powierzchnia to około 4,86 km².
Wyspy Trzech Króli zostały odkryte w roku 1643 przez Abla Tasmana. Nazwa pochodzi od dnia, w którym ją nadano – był to 6 stycznia, Objawienie Pańskie.

## Wyspy
Wyspy z grupy Great Island
- Największą z wysp jest Great Island, o maksymalnej wysokości 249 m n.p.m. i powierzchni 355 ha (3,55 km²[2]). Północno-zachodni koniec tej wyspy zwany jest Crater head[3]
- Kolejną, skalistą wyspą jest Farmer Rock, o maksymalnej wysokości 5 m n.p.m.; leży na wschód od Great Island.
- Na północny wschód od tej wyspy znajduje się North East Island (do 111 m n.p.m.)[4]

Pozostałe wyspy
- Około 4 km na południowy zachód (bardziej zachód) od Great Island (Manawatāwhi[4]) leży South West Island[3] (do 207 m n.p.m.)
- Najbardziej wysunięta na zachód wyspa to West Island (do 177 m n.p.m.[4])
- Pomiędzy nimi mieści się 7 wysepek zwanych Princes Islands (do 106 m n.p.m.)[4]

Cały obszar Wysp Trzech Króli objęty jest rezerwatem. Do niszczenia roślinności przyczyniały się kozy, jednak w roku 1946 odstrzelono wszystkie sztuki (393).

## Flora
Jedną z osobliwości Wysp Trzech Króli jest drzewo Pennantia baylisiana, którego jedyny dziko rosnący okaz znajduje się na Great Island. Występuje tu także Cordyline obtecta (jak się okazało rosnące również na wyspie Norfolk). Innymi endemicznymi okrytonasiennymi są Elingamita johnsonii i Tecomanthe speciosa. Do flory tutejszej należą m.in. Disphyma crassifolium, Apium australe, muchotrzew polny (Spergularia rubra), Senecio lautus, Lobelia anceps, Isolepis nodosa. W wyższych częściach wyspy Great Island rośnie leptospermum sztywne (Leptospermum scoparium), Phormium tena i orlica pospolita (Pteridium aquilinum). T.F. Cheeseman do artykułu Notes on the Three Kings Islands dołączył także opisy nowych gatunków, których holotypy na tych wyspach zebrano. Były to Pittosporum fairchildi, Coprosma macrocarpa i Paratrophis smithii; czwarty gatunek należał do rodzaju Davallia, ale nie ustalono dokładnej jego diagnozy taksonomicznej i tym samym nie nadano nazwy.

## Awifauna
Cheeseman odnotował (1887) na Three Kings Islands szlarnika rdzawobocznego (Zosterops lateralis), błotniaka moczarowego (Circus approximans jako C. gouldi), sowicę ciemnolicą (Ninox novaeseelandiae), łowczyka czczonego (Halcyon sancta podg. vagans), kędziornika (Prosthemadera novaeseelandiae), zwisogonka paprociowego (Megalurus punctatus), krzakówkę popielatą (Gerygone igata), świergotka nowozelandzkiego (Anthus novaeseelandiae), wachlarzówkę namorzynową (Rhipidura phasiana), modrolotkę czerwonoczelną (Cyanoramphus novaezelandiae) oraz obecnie wymarłą przepiórkę nowozelandzką (Coturnix novaezelandiae).